# Hypercodia tegulata
Hypercodia tegulata är en fjärilsart som beskrevs av Alfred Ernest Wileman och Reginald James West 1929.
Hypercodia tegulata ingår i släktet Hypercodia och familjen nattflyn. Inga underarter finns listade i Catalogue of Life.